# Helioctamenus lusitanicus
Helioctamenus lusitanicus is een keversoort uit de familie somberkevers (Zopheridae). De wetenschappelijke naam van de soort werd in 1903 gepubliceerd door Edmund Reitter.